# Porto Rico nos Jogos Pan-Americanos de 2007
Porto Rico competiu nos Jogos Pan-Americanos de 2007 no Rio de Janeiro, no Brasil. Ao todos 324 pessoas estiveram presentes no Rio, sendo 209 atletas, número menor com relação a delegação presente ao Pan de Santo Domingo em 2003. Porém o número de mulheres presentes foi maior que a de atletas homens, 109 a 100.
Como consequência dos casos de doping oficilizados pela ODEPA em dezembro de 2007, Porto Rico herdou uma medalha de prata e uma de bronze com Vanessa García nas provas dos 50m e 100m livre da natação.

## Medalhas

### Ouro
Boxe - Peso mosca (até 51 kg)
- McWilliams Arroyo

Ginástica artística - Equipe masculino
- Rafael Morales Casado, Reinaldo Oquendo Flores, Tommy Ramos Nin, Luis Rivera, Alexander Colón e Luis Velázquez

Ginástica artística - Cavalo com alças masculino
- Luis Rivera

### Prata
Basquetebol masculino
- Equipe

Boliche - Duplas feminino
- Michelle Ayala e Yoselin León

Boxe - Peso pena (até 57 kg)
- Abner Cotto Román

Boxe - Peso meio-médio-ligeiro (até 64 kg)
- Jonathan González

Tiro esportivo - Fossa olímpica feminino
- Deborah Feliciano

Natação - 50 metros livre feminino
- Vanessa García (herdado após doping de Rebeca Gusmão do Brasil)

### Bronze
Boxe - Peso mosca-ligeiro (até 48 kg)
- Carlos Ortíz

Boxe - Peso leve (até 60 kg)
- José Pedraza Gonzáles

Ginástica artística - Barras paralelas masculino
- Luis Velázquez

Ginástica artística - Cavalo com alças masculino
- Alexander Colón

Ginástica artística - Salto sobre o cavalo masculino
- Luiz Rivera

Luta livre - até 66 kg masculino
- Pedro Soto

Luta livre - até 63 kg feminino
- Mabel Fonseca

Taekwondo - até 49 kg feminino
- Zoraida Santiago Gastón

Taekwondo - até 67 kg feminino
- Asunción Ocasio

Tiro esportivo - Fossa dublê masculino
- Lucas Bennazar Ortíz

Vela - Classe Hobie Cat 16
- Enrique Figueroa e Carla Malatrasi

Natação - 100 metros livre feminino
- Vanessa García (herdado após doping de Rebeca Gusmão do Brasil)

## Desempenho

### Basquetebol
Masculino
- Fase de grupos
  - Vitória sobre o CAN Canadá, 82-63
  - Vitória sobre as ISV Ilhas Virgens Americanas, 62-57
  - Derrota para o BRA Brasil, 94-97
- Semifinal
  - Vitória sobre a ARG Argentina, 89-80
- Final
  - Derrota para o BRA Brasil, 65-86 →  Prata

### Handebol
Feminino
- Fase de grupos
  - Derrota para a ARG Argentina, 14-39
  - Derrota para a DOM República Dominicana, 21-35
  - Derrota para o PAR Paraguai, 26-31

- Classificação 5º-8º lugar
  - Derrota para o MEX México, 20-21

- Disputa pelo 7º lugar
  - Derrota para o PAR Paraguai, 21-22 → 8º lugar

### Pólo aquático
Feminino
- Fase de grupos
  - Derrota para CUB Cuba, 12-13
  - Derrota para o CAN Canadá, 5-14
  - Derrota para o BRA Brasil, 6-7
  - Vitória sobre a VEN Venezuela, 11-10
  - Derrota para os USA Estados Unidos, 2-13
- Disputa pelo 5º lugar
  - Vitória sobre a VEN Venezuela, 13-7 → 5º lugar

Masculino
- Fase de grupos
  - Derrota para o MEX México, 3-6
  - Derrota para o BRA Brasil, 4-17
  - Derrota para os USA Estados Unidos, 3-21
- Classificação 5º-8º lugar
  - Derrota para a COL Colômbia, 9-10
- Disputa pelo 7º lugar
  - Derrota para o MEX México, 5-10 → 8º lugar

### Softbol
Feminino
- Fase de grupos
  - Derrota para a VEN Venezuela, 0-3
  - Derrota para o CAN Canadá, 3-6
  - Derrota para a ARG Argentina, 1-3
- Disputa pelo 7º lugar
  - Derrota para o BRA Brasil, 0-1 → 8º lugar

### Voleibol
Feminino
- Fase de grupos
  - Derrota para CUB Cuba, 1-3 (18-25, 17-25, 26-24, 23-25)
  - Derrota para os USA Estados Unidos, 1-3 (25-21, 18-25, 16-25, 22-25)
  - Vitória sobre a CRC Costa Rica, 3-0 (25-14, 25-19, 25-14)

- Classificação 5º-8º lugar
  - Vitória sobre o MEX México, 3-0 (25-19, 25-21, 25-18)

- Disputa pelo 5º lugar
  - Derrota para a DOM República Dominicana, 0-3 (18-25, 23-25, 18-25) → 6º lugar

Masculino
- Fase de grupos
  - Vitória sobre a ARG Argentina, 3-1 (22-25, 26-24, 25-21, 25-22)
  - Derrota para a VEN Venezuela, 1-3 (31-29, 16-25, 18-25, 19-25)
  - Derrota para os USA Estados Unidos, 0-3 (22-25, 17-25, 23-25)

- Classificação 5º-8º lugar
  - Vitória sobre o MEX México, 3-0 (25-19, 25-19, 25-18)

- Disputa pelo 5º lugar
  - Vitória sobre a ARG Argentina, 3-0 (25-22, 25-22, 30-28) → 5º lugar